# Anna Lewkowska
Anna Lewkowska (ur. 15 grudnia 1953 w Pabianicach) – polska prozaiczka, autorka utworów dla dzieci i młodzieży, działaczka kulturalna.

## Życiorys
Absolwentka filologii polskiej na Uniwersytecie Łódzkim oraz podyplomowego Studium Menedżerskiego Szkoły Głównej Handlowej w Warszawie. W 1980 zadebiutowała na łamach prasy jako prozaiczka. Od 1989 pracowała początkowo jako kierownik literacki, a następnie zastępca dyrektora Dzielnicowego Domu Kultury Łódź Górna. Następnie w 1995 była dyrektorką w Domu Środowisk Artystycznych „Spatif” w Łodzi oraz od 1997 dyrektorką Śródmiejskiego Forum Kultury w Łodzi. Od 1998 była rzeczniczką prasową firmy „Wonlok SA Systemy Komputerowe”, a następnie redaktorką naczelną portalu bs.net.pl, poświęconemu bankowości spółdzielczej.
Była zaangażowana jako dokumentalistka w program Ośrodka Ochrony Zabytkowego Krajobrazu – Narodowej Instytucji Kultury, w ramach którego jest współautorką publikacji dotyczących zabytkowych cmentarzy w województwie łódzkim i na kresach. Od 2010 jest koordynatorką inwentaryzacji Cmentarza Łyczakowskiego we Lwowie, w ramach prac we współpracy z Wydziałem Architektury Politechniki Lwowskiej na zlecenie Ministerstwa Kultury i Dziedzictwa Narodowego.

## Wyróżnienia
- 1999: Nagroda Prezydenta Miasta Pabianic za działalność kulturalną[2],
- 2000: Nagroda Literacka im. Kornela Makuszyńskiego dla autora polskiego za książkę literacką dla dzieci młodszych, za książkę „Dziwne przypadki czarnoksiężnika Zenona” (1999)[2][6],
- 2009: Nagroda dziennikarska Związku Banków Polskich im. Mariana Krzaka 2009 r. za dziennikarstwo w dziedzinie bankowości[3],
- 2014: Odznaka honorowa „Zasłużony dla Kultury Polskiej”[7].

## Książki
- „Silna grupa ze śmietnika” (Wydawnictwo „Nasza Księgarnia” 1980),
- „Strach w salonie gier automatycznych” (Wydawnictwo „Nasza Księgarnia” 1983),
- „Mechaniczny rycerz” (Wydawnictwo Lubelskie 1985, 1986),
- „Sen o krainie Parakwarii” (Wydawnictwo „Nasza Księgarnia” 1988)[1],
- „Katalog zabytkowych cmentarzy. 3ojewództwo łódzkie” (1996),
- „Dziwne przypadki czarnoksiężnika Zenona” (1999),
- Zabytkowe cmentarze na dawnych kresach II Rzeczypospolitej. Polesie (2000)[2],
- Lewkowska A., Lewkowski J., Walczak W., „Zabytkowe cmentarze na Kresach Wschodnich Drugiej Rzeczypospolitej. Wschodnie powiaty dawnego województwa białostockiego (obecnie na terenie Białorusi)”, Wydawnictwo DiG, 2007, ISBN 978-83-7181-464-8.
- Lewkowska A., Lewkowski J., Walczak W., „Zabytkowe cmentarze na Kresach Wschodnich Drugiej Rzeczypospolitej. Województwo nowogródzkie”, Wydawnictwo DiG, 2007, ISBN 978-83-7181-462-4.
- Lewkowska A., „Zabytkowe cmentarze na Kresach Wschodnich Drugiej Rzeczypospolitej. Województwo wileńskie na obszarze Republiki Białorusi”, Wydawnictwo DiG, 2007, ISBN 978-83-7181-463-1.